# Stephen Switzer
Stephen Switzer (1682-1745) est un architecte de jardins et écrivain sur des sujets du jardin. Un des premiers partisans du jardin à l'anglaise qui admirait et imitait la grandeur formelle des larges perspectives et des avenues boisées françaises, trouvant dans l'état de l'horticulture un indice de la qualité culturelle, autant dans la Rome d'Auguste que dans la société britannique contemporaine, où les "dessins et modèles d'Auguste [son exemple est le palais de Blenheim ] nous renseignent sur la grandeur de l'esprit qui règne dans la noblesse et l'aristocratie anglaise ». Ses principes de conception du paysage sont parallèles à ceux qui sont exprimés par Alexander Pope dans Épître à Lord Burlington et les points de vue sur le jardinage « naturel » exprimées dans des textes de Joseph Addison.
Switzer reçoit suffisamment tôt une formation suffisante au Hampshire pour être pris comme jardinier pour George London et Henry Wise dans leur pépinière Brompton, à Kensington, qui fait maintenant partie de Londres. Switzer, participa à l'exécution des dessins au château Howard, Yorkshire (à partir de 1706), notamment le "désert", à Cirencester Park, dans le Gloucestershire (environ 1713), et à Blenheim Palace, Oxfordshire. Suisse a également conçu le jardin à Grimsthorpe Château, Lincolnshire (environ 1716).

## Sources
- (en) Cet article est partiellement ou en totalité issu de l’article de Wikipédia en anglais intitulé « Stephen Switzer » (voir la liste des auteurs).